# Vittorio Vernè
Vittorio Vernè (Roma, 8 maggio 1883 – Godofelassi, 7 gennaio 1937) è stato un generale italiano, che dopo essersi distinto come ufficiale di stato maggiore durante la prima guerra mondiale, dal novembre 1918 al luglio 1919, come Capo di stato maggiore della 6ª Divisione Cecoslovacca con cui partecipò alla campagna d’Ungheria contro i bolscevichi di Béla Kun. Trasferitosi in servizio nella Milizia Volontaria Sicurezza Nazionale prese parte alle operazioni di riconquista della Libia, e quindi alla guerra d'Etiopia quale vicecomandante della 6ª Divisione CC.NN. "Tevere". Divenuto comandante della 5ª Divisione CC.NN. "1 febbraio" partecipò alle prime operazioni di repressione della guerriglia etiopica. Decorato con la Croce di Cavaliere dell'Ordine militare di Savoia, con una Medaglia d'argento, una di bronzo e una Croce di guerra al valor militare.

## Biografia
Figlio di Giuseppe e di Adele Bernardi nacque a Roma l'8 maggio 1883. Arruolatosi nel Regio Esercito, dopo aver completato i corsi presso la Regia Accademia Militare di Fanteria e Cavalleria fu mandato in Eritrea, assegnato al locale Regio corpo truppe coloniali.  Con il grado di tenente di fanteria, comandò reparti di truppe indigene e bande irregolari dal 1908 al 1912. Rientrato in Patria, dal 1912 al 1914 frequentò la Scuola di guerra di Torino da cui uscì con la promozione a capitano, per essere destinato in servizio al 50º Reggimento fanteria "Parma". Nel 1916, in piena prima guerra mondiale, fu trasferito nel corpo di Stato maggiore e nel giugno 1918 fu Capo di stato maggiore della 50ª Divisione nella battaglia del Montello, nella difesa del Monte Grappa, e nella grande battaglia di Vittorio Veneto. Nel corso della Grande Guerra fu decorato con una Medaglia di bronzo e una Croce di guerra al valor militare. Dal novembre 1918 al luglio 1919 fu Capo di stato maggiore della 6ª Divisione Cecoslovacca e partecipò alla campagna d’Ungheria contro i bolscevichi di Béla Kun, ricevendo la Croce di guerra Cecoslovacca. Fu poi Capo di stato maggiore della Divisione di Fiume, sino all’arrivo di Gabriele D'Annunzio. Nel 1920 lasciò l'esercito, e poi si iscrisse al Partito Nazionale Fascista a Genova, partecipando successivamente alla marcia su Roma. Costituita la Milizia volontaria per la sicurezza nazionale nel gennaio 1923, su decisione di Emilio De Bono fu nominato Console generale e chiamato al comando generale come sotto capo di stato maggiore.

### In Libia
Nel mese di settembre sbarcò in Libia al comando di tre legioni della MVSN, la 132ª Legione CC.NN. "Monte Velino" di Avezzano, la 171ª Legione CC.NN "Vespri Siciliani" e la 176ª Legione "Cacciatori Guide di Sardegna", che furono acquartierate rispettivamente a Homs, Misurata Marittima e Tripoli, ed adoperate per il servizio di vigilanza del territorio e di scorta alle carovane.  Nel luglio 1924 fu promosso luogotenente generale e nominato Ispettore Generale dei Reparti Libici. Passò poi al Comando della III Zona (Liguria), V Zona (Veneto), XIII Zona (Bari), II Raggruppamento (Bologna), IV Raggruppamento (Napoli). Nel 1934 divenne generale di brigata.  Nel 1936 venne mobilitato ed inviato in Somalia quale vicecomandante della 6ª Divisione CC.NN. "Tevere". Il 17 aprile Rodolfo Graziani gli affidò il comando di una colonna celere autocarrata, scioltasi il 14 maggio dopo aver occupato Harar l'8 dello stesso mese. In agosto, decorato con la Croce di Cavaliere dell'Ordine militare di Savoia, fu destinato, in sostituzione di Attilio Teruzzi, al comando della 5ª Divisione CC.NN. "1 febbraio". Dopo breve malattia il 7 gennaio 1937 morì a Godofelassi in Eritrea. Su proposta di Graziani venne insignito della Medaglia d'argento al valor militare alla memoria.

## Pubblicazioni
- Le prime pagine della storia militare della Milizia Volontaria S. N. in Libia, Tipografia Comando generale Milizia Volontaria S. N., 1924.
- La milizia volontaria per la sicurezza nazionale, La Poligrafica nazionale, 1925.
- La difesa contro aerei: nozioni elementari per le Camicie nere, C. Ferrari, 1927.
- Le camicie nere in Libia, Provveditorato generale dello Stato libreria, 1927.
- Quello che deve conoscere ogni camicia nera, Roma, Libreria del littorio, 1927.
- Istruzione premilitare obbligatoria, Napoli, Zaccaria, a. IX dell'E. F. [1929-1930].
- Milizia volontaria sicurezza nazionale: storia, organizzazione, compiti, impiego, Tipografia Zaccaria, 1932.
- M.V.S.N.: Organizzazione, compiti, impiego, Zaccaria, 1934.
- La milizia e il cittadino-soldato Roma, Quaderni di segnalazione, 1934.
- Per le camicie nere nell'Africa orientale: notizie, norme, consigli, Napoli, Tip. Zaccaria, 1935.
- Alla battaglia dell'Ogaden con la colonna Vernè, Milano, 1937.

### Fonti
1. 1 2 3 4 5 6 7  Generals.
2. 1 2 3 4 5 6 7 8  Libero.
3. ↑  Istituto Cultura Storia Militare.
4. ↑  Regio Esercito.
5. ↑  Sito web del Quirinale: dettaglio decorato.